# Endoparasitoid
Als Endoparasitoid bezeichnet man einen Parasiten, der innerhalb des Körpers eines deutlich größeren Wirtsorganismus lebt (präfix: endo) und diesen Wirt durch die Schädigung aufgrund des Ernährungsverhaltens gewöhnlich tötet (postfix: oid).
Nicht zu verwechseln mit der Bezeichnung „Endoparasit“ für Parasiten, die auch im Wirt leben, diesen aber gewöhnlich nicht töten.